# Adelotypa trinitatis
Adelotypa trinitatis is een vlindersoort uit de familie van de prachtvlinders (Riodinidae), onderfamilie Riodininae.
Adelotypa trinitatis werd in 1932 beschreven door Lathy.